# Yūya Himeno
Yūya Himeno (japanisch 姫野 宥弥 Himeno Yūya; * 27. September 1996 in Ōita) ist ein japanischer Fußballspieler.

## Karriere
Himeno erlernte das Fußballspielen in der Jugendmannschaft von Ōita Trinita. Seinen ersten Vertrag unterschrieb er 2015 bei Oita Trinita. Der Verein spielte in der zweithöchsten Liga des Landes, der J2 League. Im März 2015 wurde er an den Verspah Ōita ausgeliehen. Im Juni 2015 kehrte er zu Oita Trinita zurück. Am Ende der Saison 2015 stieg der Verein in die J3 League ab. 2016 wurde er mit dem Verein Meister der J3 League und stieg in die J2 League auf. Für den Verein absolvierte er 37 Ligaspiele. 2019 wurde er an den Drittligisten Thespakusatsu Gunma ausgeliehen. Für den Verein absolvierte er 19 Ligaspiele. 2020 wurde er an den Drittligisten Fujieda MYFC ausgeliehen. Nach Vertragsende in Trinita unterschrieb er am 1. Februar 2021 in Toyama einen Vertrag beim Drittligisten Kataller Toyama. Nach zwei Spielzeiten und 51 Ligaspielen wechselte er im Januar 2023 zum ebenfalls in der dritten Liga spielenden Vanraure Hachinohe.